# Jonssonvattnet
Jonssonvattnet är en sjö i Krokoms kommun i Jämtland och ingår i Indalsälvens huvudavrinningsområde. Sjön har en area på 0,518 kvadratkilometer och ligger 338,1 meter över havet.

## Delavrinningsområde
Jonssonvattnet ingår i det delavrinningsområde (707975-143543) som SMHI kallar för Mynnar i Hotagen. Medelhöjden är 348 meter över havet och ytan är 3,09 kvadratkilometer. Det finns ett avrinningsområde uppströms, och räknas det in blir den ackumulerade arean 16,01 kvadratkilometer. Vattendraget som avvattnar avrinningsområdet har biflödesordning 3, vilket innebär att vattnet flödar genom totalt 3 vattendrag innan det når havet efter 267 kilometer. Avrinningsområdet består mestadels av skog (54 procent). Avrinningsområdet har 0,6 kvadratkilometer vattenytor vilket ger det en sjöprocent på 19,3 procent.